# Hubert Hien
Hubert Hien est un footballeur international de la Haute-Volta des années 1970. Il est le premier buteur du Burkina Faso en Coupe d'Afrique des nations de football.

## Buts en sélection
| But en sélection de Hubert Hien | But en sélection de Hubert Hien | But en sélection de Hubert Hien | But en sélection de Hubert Hien | But en sélection de Hubert Hien | But en sélection de Hubert Hien | But en sélection de Hubert Hien |
|                                 | Date                            | Lieu                            | Adversaire                      | Score                           | Résultat                        | Compétition                     |
| ------------------------------- | ------------------------------- | ------------------------------- | ------------------------------- | ------------------------------- | ------------------------------- | ------------------------------- |
| 1.                              | 5 mars 1978                     | Accra (Ghana)                   | Nigeria                         | 1-3 (1 but à 50e)               | 2-4                             | CAN 1978 (1er tour)             |